# Medycyna komplementarna
Medycyna komplementarna, medycyna alternatywna, medycyna integracyjna (CAM – Complementary and Alternative Medicine) -– odnosi się do szerokiego zakresu praktyk zdrowotnych, które nie są częścią tradycji danego kraju ani medycyny konwencjonalnej, biomedycyny, oraz nie są zintegrowane z dominującym systemem opieki zdrowotnej. W niektórych krajach są stosowane zamiennie z medycyną tradycyjną. 
W Polsce medycyna komplementarna stosowana jest podczas standardowej opieki medycznej, medycyna alternatywna stosowana jest zamiast standardowej opieki medycznej, natomiast medycyna integracyjna łączy terapię stosowaną w medycynie konwencjonalnej z elementami terapii stosowanymi w medycynie komplementarnej i alternatywnej.
Osoby cierpiące na choroby przewlekłe np. nowotwór, jeśli rozważają, lub stosują terapię w ramach medycyny komplementarnej lub ludowej powinny skonsultować swoją decyzję z lekarzem lub pielęgniarką. Wynika to z tego, że niektóre tego typu terapie mogą być szkodliwe dla zdrowia i wpływać na przebieg i efekt standardowego leczenia.

## Formy medycyny komplementarnej
Do najczystszych form medycyny komplementarnej należą:
- akupunktura
- hydroterapia
- medycyna chińska
- ziołolecznictwo